# Límite de Bremermann
El límite de Bremermann , nombrado por el matemático y biofísico Hans-Joachim Bremermann, es la máxima velocidad computacional de un sistema autocontenido en el universo material. Se deriva de la equivalencia entre masa y energía de Einstein y del principio de incertidumbre del Heisenberg siendo su valor c2/h ≈ 1.36 × 1050 bits por segundo por kilogramo. Este valor es importante a la hora de diseñar algoritmos criptografícos ya que puede emplearse para determinar el tamaño mínimo de una clave criptográfica o del valor necesario de una función hash para crear un algoritmo que no pueda ser roto por una búsqueda de fuerza bruta.
Por ejemplo, un ordenador con la masa de la Tierra entera que operando en el límite Bremermann podría ejecutar aproximadamente 1075 operaciones matemáticas por segundo. Si suponemos que una clave criptográfica puede ser probada con una única operación, entonces una típica clave criptográfica de 128 bits podría ser rota en aproximadamente 10−36 segundos. Aun así, una clave de 256 bits (que ya está en uso en algunos sistemas) requeriría aproximadamente dos minutos para lograr romperse. Utilizando una clave de 512 bits se aumentaría el tiempo requerido para romperla hasta aproximadamente 1072 años, sin incrementar el tiempo de encriptación más que por un factor constante (dependiendo de los algoritmos de encriptación utilizados).
El límite ha sido analizado posteriormente a su formulación como la máxima tasa de cambio a la cual un sistema con una anchura energética ΔE
puede evolucionar a un estado ortogonal y por tanto distinguible al inicial, en un tiempo {\displaystyle \Delta t=\pi \hbar /2\Delta E}
 En particular, Margolus y Levitin han demostrado que un sistema cuántico con energía media E requiere al menos un tiempo {\displaystyle \Delta t=\pi \hbar /2E} 
para evolucionar a un estado ortogonal.
Sin embargo, también se ha mostrado que el acceso a una memoria cuántica  permite la existencia de algoritmos que requieren de una cantidad arbitrariamente pequeña cantidad de energía/tiempo por cada paso de computación elemental.